# Jackass (serial)
Jackass este un show reality American, inițial difuzat pe MTV din 2000 până în 2002, actorii efectuând diverse scene periculoase, brutale, și o întreagă serie de cascadorii și farse. Spectacolul a servit ca rampă de lansare spre o carieră de actorie lui Johnny Knoxville, Bam Margera, și Steve-O, care anterior au avut doar roluri minore. Mai târziu a stârnit mai multe spin-off-uri, inclusiv Wildboyz, Viva La Bam, Homewrecker, Bam's Unholy Union, și Dr. Steve-O; și trei filme de lung metraj distribuite de către MTV celor de la Paramount Pictures.
Jackass  a stârnit cantități considerabile de controverse, fiind văzut ca indecent și încurajarajând comportamentul periculos; distributia luptând pentru a face față cu cenzura de multe ori impuse de show, care a inclus interzicerea anumitor imagini de la a fi lansate, și a optat pentru a nu reveni la spectacol, în loc să continue restul din franciză ca o serie de filme de lung metraj din cauza restricțiilor asupra conținutului său.
Spectacolul se situează pe locu 68 în lista Entertainment Weekly's "New TV Classic".

## Istoric
Spectacolul s-a dezvoltat din Revista Big Brother. Conceptul de Jackass datează din 1998, când Johnny Knoxville s-a gândit la ideea de a testa diferite dispozitive de auto-apărare pe el însuși ca bază pentru un articol. El a prezentat ideea la câteva reviste  până la întâlnirea cu Jeff Tremaine de la Big Brother. Tremaine l-a angajat ca jurnalist și l-a convins pe Johnny să înregistreze această idee și alte cascadorii. Filmul, care l-a prezentat pe Knoxville electrocutându-se, dat cu spray lacrimogen și împușcat în timp ce purta o vestă antiglonț, a apărut în cel de-al doilea film Big Brother. Viitorul membru Jackass Wee-Man și-a făcut apariția în videoclipuri.
În acest timp, Bam Margera a lansat un film intitulat Landspeed:CKY, format din el și prietenii lui, pe care el a numit "CKY Crew", în West Chester, Pennsylvania, efectuând diverse scenete și cascadorii. Echipajul îi includea pe Ryan Dunn, Brandon Dicamila, și Raab, precum și pe Phil, Don Vito, și Jess Margera. Mai târziu, Jackass l-a recrutat pe Steve-O în Florida, unde a lucrat ca un clovn.
Tremaine și prietenul său, regizorul Spike Jonze, s-au implicat cu show, și împreună, el, Jonze, și Knoxville au servit ca producători executivi. Un război al ofertelor a avut loc între Comedy Central și MTV. Astfel s-a concretizat Jackass.

## Legături externe
- Jackass la Internet Movie Database
- Jackass la TV.com
- Jackassworld Arhivat în 8 ianuarie 2008, la Wayback Machine.